# Стоа „Коломбо“
Стоа „Коломбо“ (на гръцки: Στοά «Κολόμβου») е емблематична сграда, стоа в град Солун, Гърция.

## Местоположение
Имението е разположено на улица „Егнатия“ № 31 и от задната страна на улица „Птолемеи“ № 22.

## История
Сградата е построена в 1935 година от солунския инженер Жак Моше. В продължение на много години е основният пазар на града, докато в края на 90-те години на XX век не е изваден от експлоатация. Името идва от италианския готвач Джакомо Коломбо, който отваря известен ресторант с популярни деликатеси. Зданието е обявено за културна ценност и е включено в списъка в 1983 година.
Стоата отваря врати отново в началото на 2010 година, като в нея се помещават много ресторанти и нощни заведения.

## Архитектура
В архитектурно отношение представлява типична пазарна постройка от времето си, която обаче няма метален покрив, а покривът се състои от разширението на вертикалната зидария. Централната точка на триъгълника на корпуса е повдигната и покрита със стъкло, за да позволи осветление и проветряване на пространството. Откъм улица „Егнатия“ пазарът е скрит зад четириетажна сграда, докато фасадата към улица „Птолемеон“ се състои от приземен и първи етаж. Вътре пазарът се състои от два коридора - вляво и вдясно от основните сгради. Декорацията е семпла, с фалшиви стълбове и капители.